# Pierre Sotoumey
Pierre Ego Sotoumey (ur. 11 czerwca 1955) – beniński bokser, uczestnik Letnich Igrzysk Olimpijskich 1980. 
Podczas igrzysk w Moskwie startował w wadze półśredniej. W pierwszej konfrontacji zmierzył się z Andrésem Aldamą (późniejszym zwycięzcą całej imprezy) z Kuby, z którym beniński bokser przegrał przez RSC w trzeciej rundzie (w 2 minucie i 35 sekundzie). Łącznie Benińczyk uplasował się na 17. miejscu.